# Mathilda Kruse
Mathilda Kruse, född omkring 1996, är en finlandssvensk skådespelare och sångare verksam främst inom teater och musikteater. Hon är utbildad vid Konstuniversitetets Teaterhögskola i Helsingfors och har medverkat i flera scen- samt TV-produktioner i Finland.
Kruse spelade huvudrollen Esther i Svenska Yles komediserie Jag kommer från 2020 och rollen som Julia i Humorgruppen KAJ:s musikal Botnia Paradise på Wasa Teater 2021–2022.